# Admète (roi)
Pour les articles homonymes, voir Admète (homonymie).
Admète (en grec ancien Αδμητος / Admètos) est un roi d'Épire de la dynastie des Éacides qui règne de vers 470 à 430 av J.-C.

## Biographie
Admète n'est connu que par l'épisode suivant : selon Thucydide et Plutarque lorsque Thémistocle chassé d'Athènes quitte le Péloponnèse pour fuir les Spartiates il se réfugie d'abord à Corcyre puis chez Admète le roi des Molosses qui est mal disposé à son égard. En l'absence d'Admète, son épouse Phthia conseille à l'Athénien de s'asseoir auprès de l'autel domestique avec leur enfant dans les bras. Lorsqu'Admète rentre dans son palais Thémistocle reconnait avoir jadis conseillé aux Athéniens de rejeter une requête du roi et l'exhorte de ne pas se venger d'un adversaire en exil. Admète écoute l'Athénien qui est resté dans une attitude suppliante avec l'enfant dans le bras puis il le relève et peu après, lorsque des agents athéniens et spartiates viennent lui demander de livrer le fugitif, il refuse malgré leurs menaces. Plutarque précise qu'il s'agit d'une coutume du pays qui interdit de refuser une supplique faite à genoux dans ces conditions. Lorsque Thémistocle décide de se rendre chez Artaxerxès Ier en Perse Admète le fait conduire en sureté à Pydna auprès du roi de Macédoine Alexandre Ier.

## Famille
Son épouse, Phthia, est peut être la fille de Menon, archonte athénien en -473.
Il est probablement le grand-père de Tharypas.

## Sources antiques
- Plutarque, Vies parallèles [détail des éditions] [lire en ligne].
- Thucydide, La Guerre du Péloponnèse [détail des éditions] [lire en ligne].